# Sandnessjøen
Sandnessjøen är en tätort och stad som utgör centralort i Alstahaugs kommun i Nordland fylke i norra Norge.
I Sandnessjøen finns en relativt stor hamn, livlig färjetrafik och staden är även anlöpsort för Hurtigruten. Transportföretaget Helgelandske bildades 1867 och har haft sitt huvudkontor här. År 2005 köptes det upp av Connex. 
Sandnessjøen har vägkontakt med fastlandet via den 1 100 meter långa Helgelandsbron, och vidare till E6 och Mosjøen 70 kilometer bort.
Orten tilldelades stadsstatus (norska: bystatus) av Alstahaugs kommun år 1999.
Söder om staden finns Alstahaugs kyrka och Petter Dass-museet.

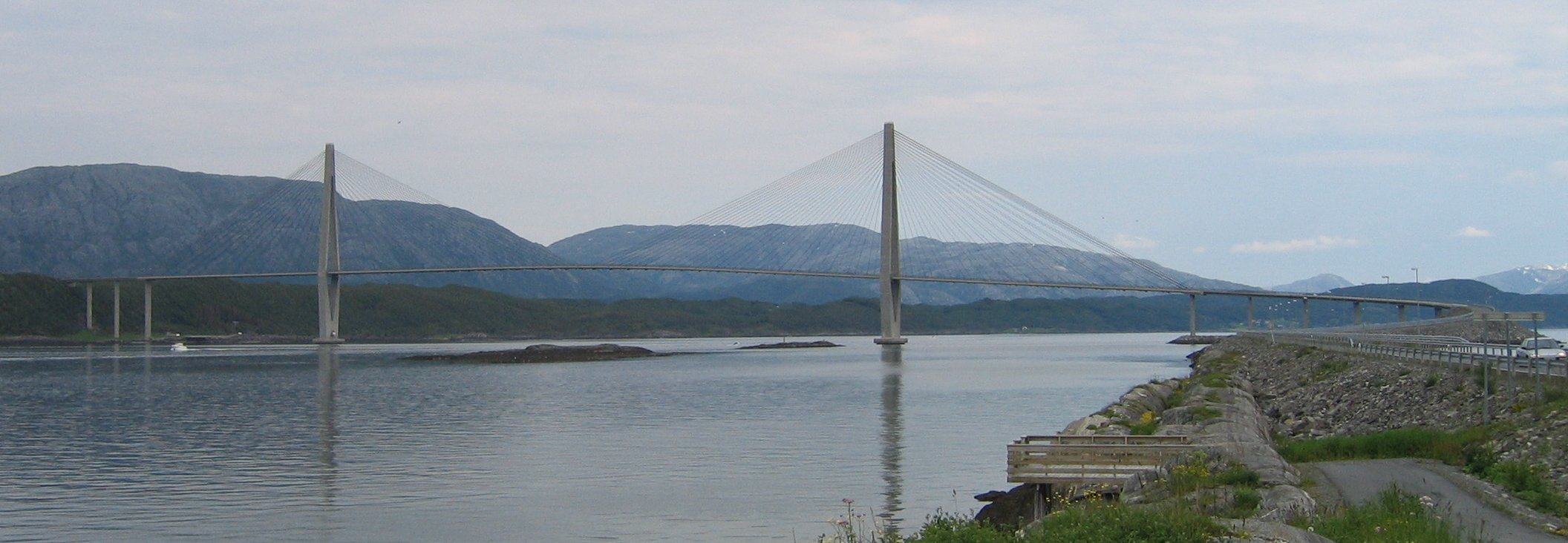
Helgelandsbron.